# Al-Kahf
Al-Kahf (en arabe : سُورَةُ ٱلْكَهْفِ, en français : La Caverne) est le nom traditionnellement donné à la 18e sourate du Coran, le livre sacré de l'islam. Elle comporte 110 versets. Rédigée en arabe comme l'ensemble de l'œuvre religieuse, elle fut proclamée, selon la tradition musulmane, durant la période mecquoise.

## Origine du nom
Bien que le titre ne fasse pas directement partie du texte coranique, la tradition musulmane a donné comme nom à cette sourate La Caverne, en référence à l'histoire racontée où plusieurs personnes se retrouvent enfermées durant un certain temps dans une caverne.

## Résumé
Cette sourate a été nommée par certains savants « l’apocalypse de l’islam ». Ce surnom vient du fait que les récits de cette sourate sont a-historiques. Cette sourate de 110 versets est, à la différence des autres, principalement narrative, même si le caractère allusif des histoires a pu permettre de supposer qu’il s’agit davantage d’évocations. Elle peut être divisée en trois blocs : le premier consacré aux « gens (ou compagnons) de la Caverne » (v.9-26), le second à la figure de Moussa (Moïse) qui suit l'enseignement de l'énigmatique Al-Khidr (v.60-82), et le troisième à Dhû-l-Qarnayn et sa lutte contre Gog et Magog (v.83-102). D’autres plans ont été proposés.

## Historique
Il n'existe à ce jour pas de sources ou documents historiques permettant de s'assurer de l'ordre chronologique des sourates du Coran. Néanmoins selon une chronologie musulmane attribuée à Jaʿfar al-Ṣādiq (VIIIe siècle) et largement diffusée en 1924 sous l’autorité d’al-Azhar,, cette sourate occupe la 69e place. Elle aurait été proclamée pendant la période mecquoise, c'est-à-dire schématiquement durant la première partie de l'histoire de Mahomet avant de quitter La Mecque. Contestée dès le XIXe par des recherches universitaires, cette chronologie a été revue par Nöldeke,, pour qui cette sourate est la 69e.
La question de la cohérence de cette sourate s’est posée pour les chercheurs. Il existe un désaccord pour savoir si elle est une unité textuelle ou si elle est la réunion d’éléments séparés. Certains éléments paraissent, en effet, en leitmotiv dans le texte.

## Interprétations

### Versets 9-26: Le récit des «gens de la caverne»
Pour Dye, ce récit est une « version coranique de la célèbre légende chrétienne des Sept Dormants d'Éphèse ». Si différents éléments proviennent du récit chrétien, le Coran transmet des informations supplémentaires, en particulier sur l'espace du récit. Reprenant la recherche de Van Bladel de 2008, l'auteur cite la proximité avec la Légende syriaque d'Alexandre. Pour Stewart, « la mention des différents nombres de dormeurs et de leurs chiens suggère une connaissance de versions alternatives ou concurrentes de l'histoire ».
Pour Pregill, ce récit s'inscrit dans la réutilisation d'éléments de la littérature de l'Antiquité tardive et leur usage selon un message nouveau. Pour Zellentin, tandis que le récit chrétien présentait la victoire du christianisme sur le paganisme romain, dans le Coran, le récit est utilisé pour présenter le triomphe de l'islam sur le christianisme.
Pregill associe le commandement de rajouter « si Dieu le veut » après avoir dit « je le ferai demain » à la Lettre de St Jacques et à la sur-évaluation des forces humaines face à la volonté divine. De même, pour Tesei, ce récit s'inscrit dans le cadre des doctrines des théologiens syriaques sur le devenir des âmes. Des débats sur le sujet sont attestés au début du VIIe siècle. Le Coran possède ici le même but, celui de répondre à ceux qui nient la résurrection des corps.
Rippin s’interroge sur les versets 25 et 26 qui ne semblent pas « à leur place ». De même, pour Stewart, certaines coupures ne correspondent pas à la rythmique originelle du texte. Pour Younes, ces coupures peuvent être liées à deux couches rédactionnelles, la première présentant le récit, la seconde rajoutant une dimension moralisatrice. Pour Stewart, la forme de la langue utilisée dans le verset 25 suggère une forme sous-jacente dans une autre langue. Toorawa remarque plusieurs hapax dans ce passage.

### Versets 18:83-102: la légende d’Alexandre
Pour plusieurs chercheurs, ce passage s'inspire d'un texte syriaque, La légende d'Alexandre tandis que les versets précédents (60-82) s'inspirent d'un autre texte syriaque postérieur, la Chanson d'Alexandre. Pour Chabbi, ce récit pourrait s'inspirer des homélies syriaques de Jacques de Sarrudj (m.521), attribution aujourd'hui « insoutenable ». Ce texte date au plus tôt de 629-630 mais n'est connu vraisemblablement du monde musulman qu'après les conquêtes. Les versets précédents s'inscrivent, eux, dans un contexte de débats chez les chrétiens hors Arabie entre 630/640 et la fin du VIIe siècle. Cet extrait illustre l'inscription du Coran dans le contexte de la littérature de l'antiquité tardive.
Pour Tesei, cette intertextualité est un exemple intéressant pour évoquer la question de la chronologie du Coran. En effet, la date de rédaction de La légende d'Alexandre est plus tardive que celle donnée par la tradition musulmane et par les reclassements chronologiques du Coran pour la rédaction de la sourate. Il n'est même pas exclu que la rédaction de cette sourate soit postérieure à la mort de Mahomet.
Observant une telle contradiction entre les traditions musulmanes et le texte coranique lui-même, Dye en tire la conclusion suivante que « le Coran n'a pas un contexte, mais plusieurs » qui vont jusqu'à l'époque marwanide. Tesei rappelle que « la tradition sur laquelle la chronologie de la sūra XVIII est établie semble être le résultat de spéculations rationnelles autour du texte du Coran,  plutôt que l'enregistrement d'un événement historique. [...] A mon avis, c'est plutôt la dépendance de Q 18: 83-102 au texte syriaque qui permet d'invalider la datation traditionnelle [...]. Par conséquent, l'affaire présentée ici montre comment l'adoption sans critique d'une chronologie basée sur les récits traditionnels de la vie de Mahomet peuvent être trompeurs en ce qui concerne les possibles conclusions » .

## Usages religieux
Les musulmans estiment que la lecture des dix premiers versets de cette sourate permet de se protéger contre le Dajjal (l'Antéchrist islamique) lorsqu'il apparaîtra vers la fin des temps.

Texte de la sourate (Coran datant de 1874)
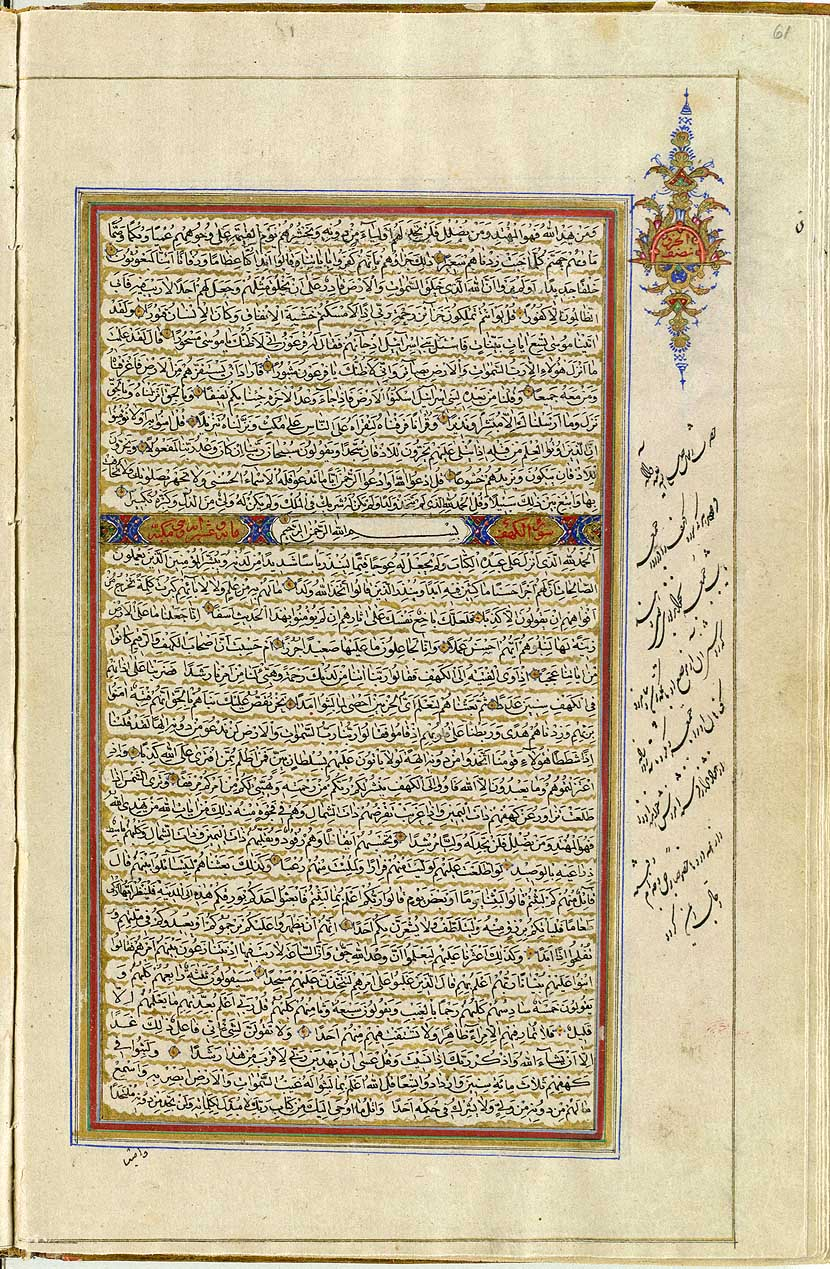
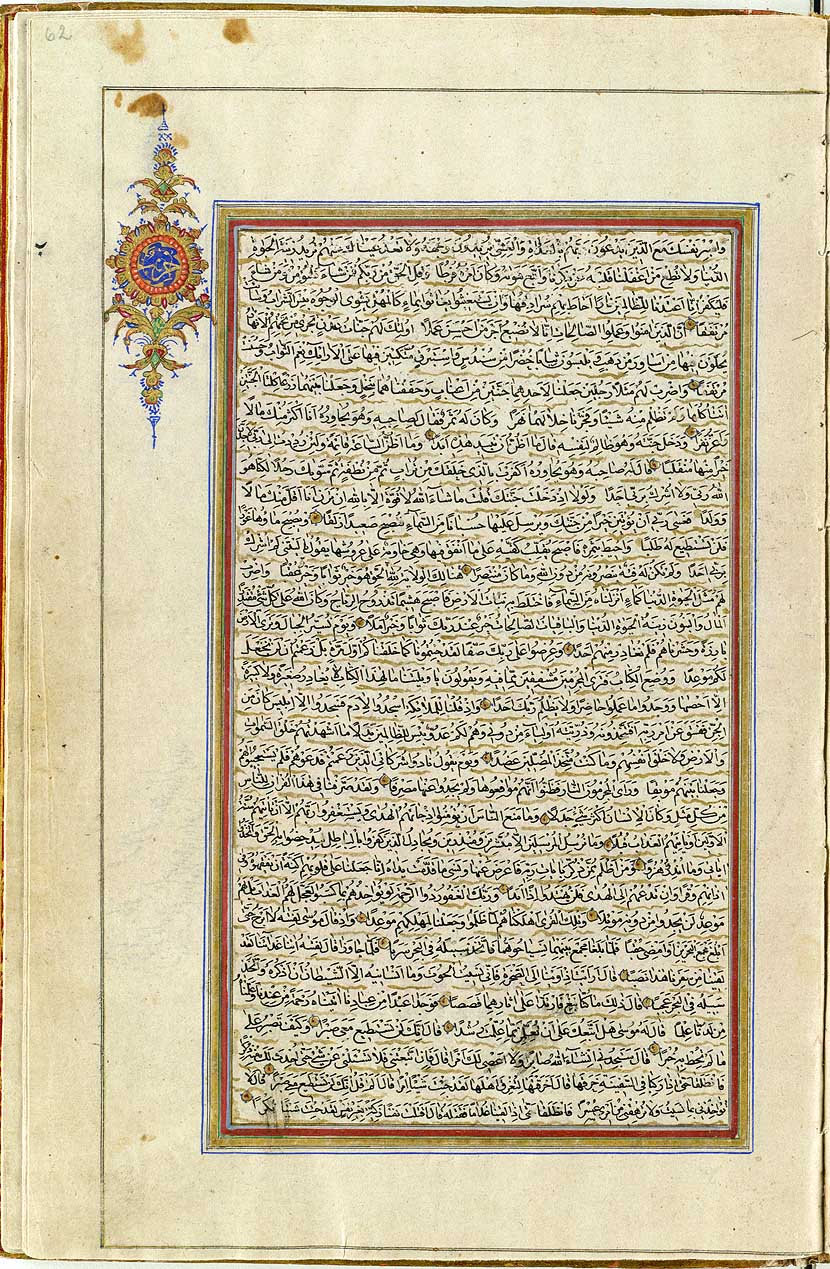
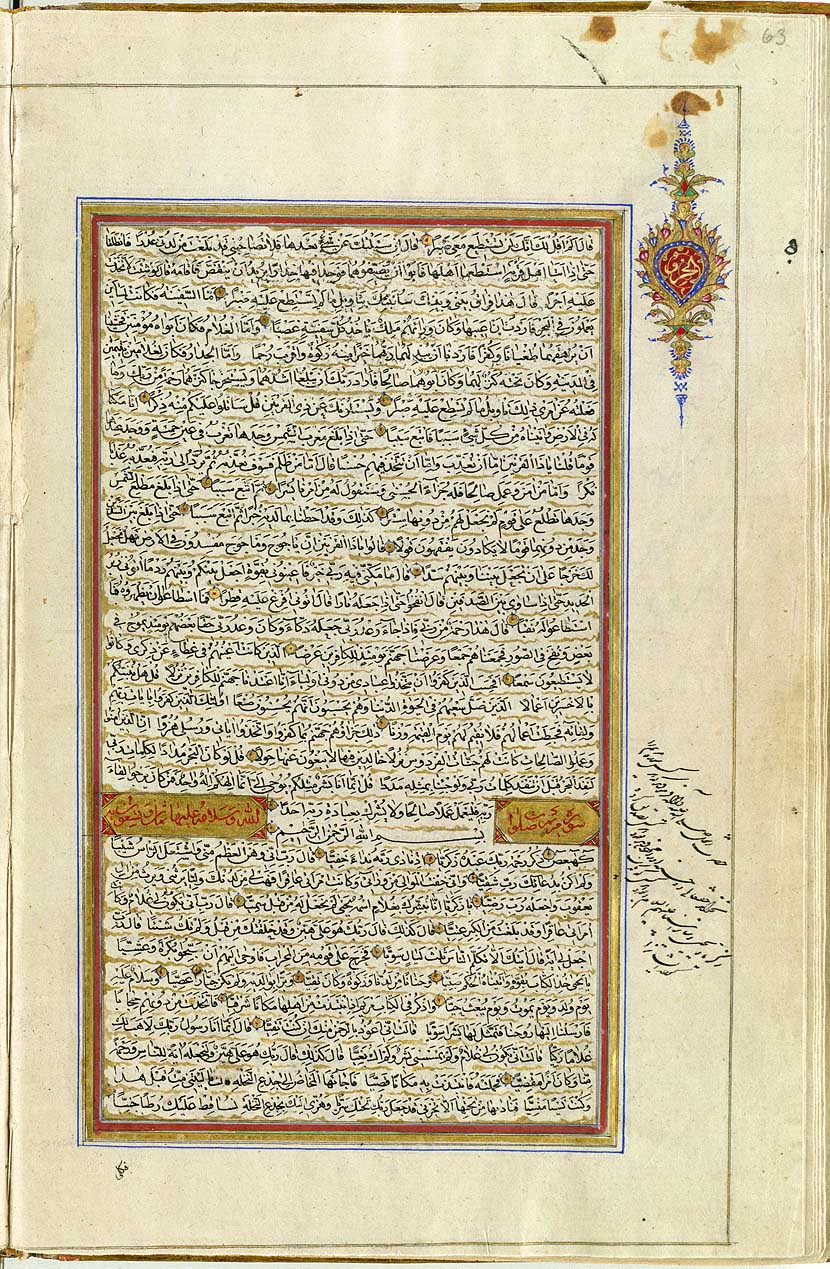